# Harn- und Geschlechtsapparat
Als Harn- und Geschlechtsapparat (lat. Apparatus urogenitalis), Urogenitaltrakt oder Urogenitalsystem werden bei Wirbeltieren die Harnorgane (Organa urinaria) und die Geschlechtsorgane (Organa genitalia) zusammengefasst.
Dieser übergeordnete Begriff für die beiden Organsysteme wurde aufgrund gemeinsamer embryologischer Anlagen eingeführt. Die Gemeinsamkeiten in der Herkunft sind auch beim erwachsenen Wirbeltier noch erkennbar. So liegen diese Organe eng benachbart und haben eine gemeinsame Ausführungsöffnung: bei männlichen Säugetieren die Harnröhre beziehungsweise den Scheidenvorhof und die Vulva bei weiblichen. Hauptsächlich bei Vögeln, aber auch den Kloakentieren, münden Geschlechtsorgane, Harnleiter und Darm in einer gemeinsamen Öffnung, der Kloake.

## Erkrankungen des Urogenitaltrakts
Hierzu zählen etwa die Infektionen des Urogenitaltrakts:
- Eichelentzündung (Balanitis)
- Nebenhodenentzündung (Epididymitis)
- Vorsteherdrüsenentzündung (Prostatits)
- Harnröhrenentzündung (Urethritis)
- Adnexitis, Eileiterentzündung (Salpingitis), Gebärmutterschleimhautentzündung (Endometritis), Beckenentzündung (PID)
- Bakterielle Vulvovaginitis
- Scheidenentzündung (Kolpitis oder Vaginitis)
- Tuboovarialabszess
- Gebärmutterhalsentzündung (Zervizitis)
- Infektionen nach gynäkologischen Eingriffen
- Infektionen in der Schwangerschaft und nach der Entbindung; siehe auch Mastitis (Brustdrüsenentzündung)